# Sitatunga
Die Sitatunga (Tragelaphus spekii), auch Wasserkudu, Sumpfbock oder Sumpfantilope genannt, ist eine afrikanische Antilope. Der Sitatunga ist die am meisten an Wasser gebundene Antilopenart. Sie leben in dichten und weitläufigen Papyrus-Marschen und kommen allenfalls in den Abendstunden an den Rand dieser Dickichte, um nach Nahrung zu suchen. 
Es werden mehrere Unterarten unterschieden.

## Aussehen

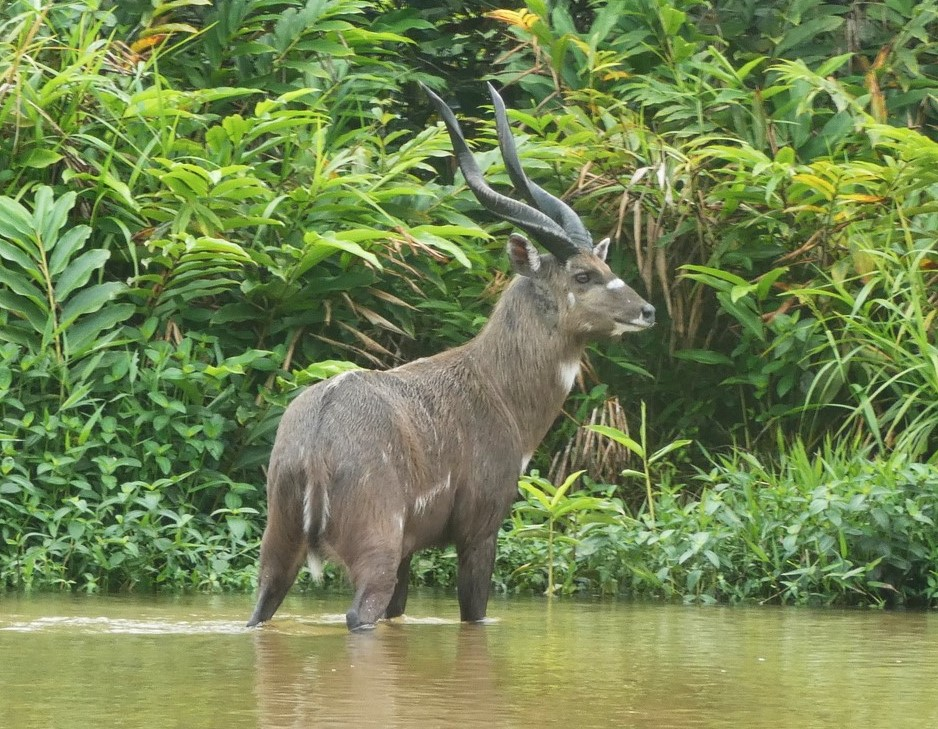
Tragelaphus spekii gratus, Männchen

Weibliche und männliche Tiere lassen sich nicht nur anhand ihrer Fellfärbung unterscheiden: Die ausgewachsenen Männchen sind zottelig grau- bis schokoladenbraun, Weibchen dagegen sind leuchtend rotbraun bis kastanienbraun und tragen an der Seite und an den Flanken weiße Querstreifen und Sprenkel. Die Männchen tragen auch ein an den Nyala erinnerndes Gehörn, das eine Länge von bis zu 92 cm erreichen kann. Die Schulterhöhe beträgt 1 m, die Kopfrumpflänge 150 cm, das Gewicht 90 kg.
Beide Geschlechter haben besonders lange Hufe von 18 cm Länge, die sie spreizen können; damit sind sie an ihr sumpfiges Habitat gut angepasst. Die Sitatungas kommen nur in morastigen Landstrichen mit Sümpfen und dichtem Schilf vor. Es verbringt sein Leben in den Papyruswäldern und kann ausgezeichnet schwimmen. Somit sind ihm auch Inseln in Fluss- und Seenlandschaften zugänglich. Seine Nahrung sind Schilf und alle Arten von Wasserpflanzen, Feinde sind Krokodile, Leoparden und Riesenschlangen.

## Verbreitung

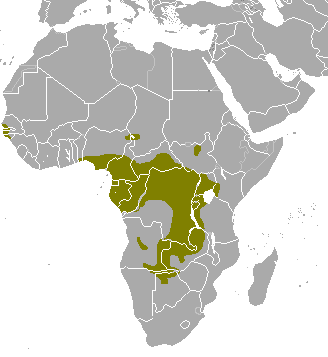
Verbreitungsgebiet der Sitatunga

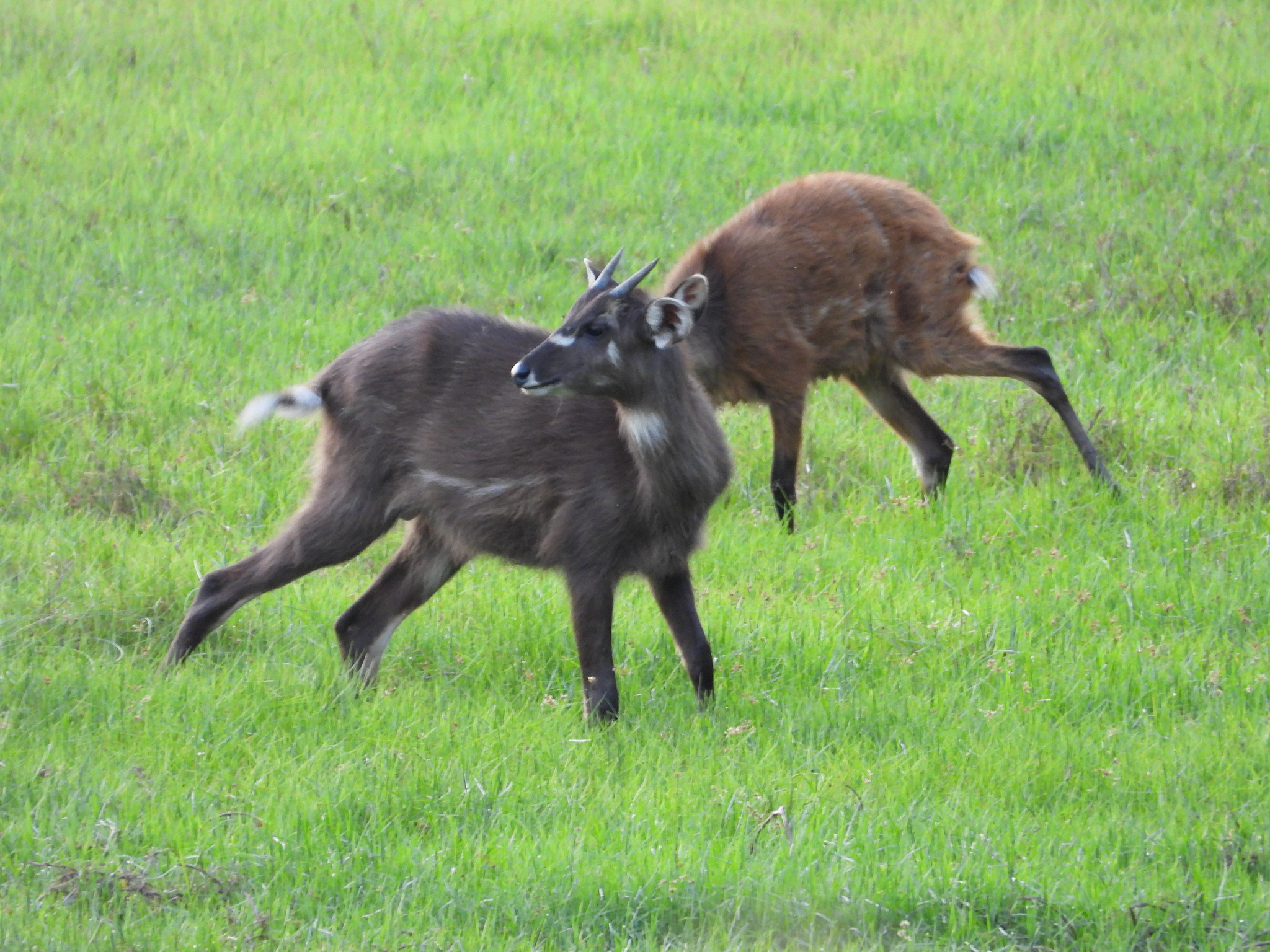
Sambesi-Sitatunga (T. s. selousi)

Die Verbreitung des Wasserkudus zieht sich vom westlichen bis ins südliche Afrika. Der Lebensraum der Sitatunga sind die Landschaften unmittelbar um die Flüsse und Seen. Auch die Wasserläufe und Sumpfgebiete des Apoi Creek im Nigerdelta in Nigeria und des Okavangodeltas in Botswana zählen zum Aufenthaltsgebiet dieser äußerst scheuen Antilopenart.

## Sozialverhalten
Meistens leben diese Tiere in Gruppen, die aus einem Bock und einem oder mehreren Weibchen und deren Nachkommen bestehen, Einzelgänger kommen auch vor. Jeweils ein Junges wird nach einer Tragzeit von 220 Tagen geboren, die Entwöhnung erfolgt nach etwa sechs Monaten, die Geschlechtsreife nach zwei bis zweieinhalb Jahren. Obwohl diese Antilopen tagaktiv sind, ruhen sie in der heißesten Tageszeit auf einem Lager aus niedergetrampeltem Schilf.

## Unterarten
Man unterscheidet vom Wasserkudu 4 Unterarten. Die Wald-Sitatunga (T. s. gratus) aus Sambia und Botswana, Sambesi-Sitatunga (T. s. selousi) aus Namibia und Südost-Angola und den Östlichen Wasserkudu (T. s. spekii) aus Ostafrika. Die vierte Unterart, die Sesse-Island-Sitatunga (T. s. sylvestris) kommt nur am Victoriasee in Uganda vor und gilt als bedroht.

## Name
Die Art wurde von dem Afrikaforscher John Hanning Speke im Reisebericht einer Expedition zu den Nilquellen beschrieben. In einer Fußnote erwähnte er zwar, dass das Artepitheton spekii (abgeleitet von „Spekius“, der latinisierten Form des Nachnamens Speke) von Philip Lutley Sclater stamme, dies macht Sclater nach den Regeln des ICZN aber nicht zum Erstbeschreiber.

## Einzelbelege
1. ↑   Spinage, S. 173